# Dirk Alvermann
 (août 2019).
Pour l'historien et archiviste allemand, voir Dirk Alvermann (historien).
Dirk Alvermann, né le 24 octobre 1937 à Düsseldorf et mort le 3 septembre 2013 à Carlow (Mecklembourg), est un photographe, producteur et écrivain allemand.

## Biographie
Dirk Alvermann a commencé la photographie en 1956. Au temps de la reconstruction de la République d´Allemagne et du miracle économique, Dirk Alvermann se positionnait en faveur de la critique sociale et de l´anti-colonialisme. Il publiait ses images majoritairement en RDA ainsi qu'en France, en Algérie, en Angleterre, en Italie et en Pologne. De ses voyages dans ces pays, il réalise des séries de reportage photos sur l'Espagne, (1957–1962), l'Algérie (1958–1960), l'Albanie (1962), l'Allemagne de l´ouest (1962–65), l'Italie (1964) et l'Angleterre (1965).
De 1962 à 1965, Dirk Alvermann a travaillé en tant que journaliste au journal Neue Berliner Illustrierte (de) (NBI) ainsi que pour les magazines Quick (de), Magnum (de) et Das Magazin (de).
En 1969 paraissent ses photos documentaires Wolfgang Heinz inszeniert Gorkis Feinde (Wolfgang Heinz met en scène Gorkis Feinde) et la même année sa bande dessinée sur les travailleurs du port de Rostock Eine Handvoll Glück (Une grande chance), suivie l'année suivante du portrait de la ville Rostock et en 1979 de l'album Ich liebe Dich (Je t´aime). 
Entre 1972 et 1976, l´artiste travaille comme producteur d´un documentaire à la télévision en RDA pour le Kulturmagazin .
Depuis les années soixante, Dirk Alvermann s´est orienté de plus en plus vers ses écrits et a publié en 1977 son livre d´inspiration autobiographique Ende eines Märchens (La fin d´un conte) et en 1983 le livre pour enfant Zuckerwatte und Riesenrad. En 1980, il est élu Représentant des Jeunes Auteurs par l'association des écrivains de la RDA. 
Dirk Alvermann occupe à partir de 1991 le poste d´archiviste aux archives municipales de Rehna. Cette même année, il s´engage dans l´association d´initiative culturelle Maurine-Radegast e. V. et en est élu le Président. À son poste, il rédige de nombreuses études sur le patrimoine local ainsi que des écrits en mémoire du poète Rudolf Hartmann (en) mort dans un camp de concentration (Ick seig allerhand Gesichter), en mémoire des chroniqueurs Klaus Bollensdorf (Rehnaer Miniaturen) et Karl-Heinz Molkenthin (Demerner Dorfgeschichten, Land an der Maurine), mais aussi des images d'après-guerre du journaliste Willy Seeger (Gadebuscher Novelle) et deux de ses anthologies (Flaschenpost aus Nordost, Flaschenpost 2005). 
Il présente entre 2006 et 2008 avec ses bande dessinées Zwischen den Zeiten – Rhapsodie in Schwarzweiß et Dacapo un panel de ses œuvres réalisées entre 1956 et 1982. 
En 2011, il présente l´album photos Klein Paris (Petit Paris) avec des impressions d´après-guerre de sa ville natale, Düsseldorf. Il réédite également en plusieurs langues (français, anglais et allemand) son célèbre livre sur la Guerre d´Algérie et la libération du pays. 
Il publie Streiflichter 1956–65 en 2012, un album photos accompagné de courtes histoires sur Warschau, Tirana, Naples, Peñíscola et Sheffield.
Dirk Alvermann est le jeune frère du peintre, graphiste et artiste Hans Peter Alvermann (1931–2006). Il est le père d'une fille, Nadja Alvermann, et deux fils, Dirk Alvermann et Moritz P. Alvermann.

## Expositions
- 1958 : Internationale photokina, Köln, drei großformatige Bilder aus Spanien
- 1983 : Am Volkspark, Gadebusch, Vorläufige Schlussbilanz
- 1992 : Düsseldorfer Bank, Düsseldorf, Fotoerzählung Radschläger
- 2008 : Galerie argus fotokunst, Berlin, Fotografien Zwischen den Zeiten
- 2011 : Galerie Les Yeux Ouverts, Arles, Les Almandes
- 2012 : Musée de la ville de Düsseldorf, Düsseldorf, Fotoreportagen 1956–1965
- 2012 : Galerie argus fotokunst, Berlin, Streiflichter 1956–1965

## Collections
- Museum für Fotografie, Berlin
- Musée de la ville de Düsseldorf
- Münchener Stadtmuseum
- Stadtarchiv Rostock

## Publications

### Photographie
- Algerien L’Algerie (1960 Rütten & Loening Berlin)
- Keine Experimente (1961 Eulenspiegel Verlag Berlin)
- Eine Handvoll Glück (1969 Hinstorff Verlag Rostock)
- Feinde – Wolfgang Heinz inszeniert Gorki (1969 Henschel Verlag Berlin)
- Rostock (1970 Hinstorff Verlag Rostock)
- Ich liebe Dich (1979 Hinstorff Verlag Rostock)
- Zwischen den Zeiten (2006 Edition Obotrit Schwerin)
- dacapo – Fotografien von Dirk Alvermann (2008 Kettler, Bönen)  (ISBN 978-3-941100-22-0)
- Algerien L’Algerie (2010 reprint Steidl, Göttingen - in The Protest Box von Martin Parr)
- Klein Paris (2011 Steidl, Göttingen)  (ISBN 978-3-86930-348-2)
- Algeria, L’Algerie, Algerien (2011 englisch, französisch, und deutsch sprachige Neuauflage Steidl, Göttingen)
- Streiflichter 1956–65 (2012 Steidl, Göttingen)[4]

### Films documentaires
- 1962 : Algerische Partisanen (Leipziger Dokumentarfilmwoche)
- 1965 : Menschen in Sheffield (Kamera, SWF)
- 1970 : da capo (Fernsehen der DDR)
- 1973 : Kämpfende Taube (Fernsehen der DDR)
- 1974 : Atelier 74 – 4teilige Reihe (Fernsehen der DDR)
- 1975 : Spaß an Goethe (Fernsehen der DDR)
- 1975 : Hornissen (Fernsehen der DDR)
- 1976 : Das große Atelier (Fernsehen der DDR)

### Prose
- Ende eines Märchens 21 erfundene Geschichten (1977 Hinstorff Verlag Rostock)
- Riesenrad und Zuckerwatte (1983 Kinderbuchverlag Berlin)
- Crivitzer Chronik (1999 Maurine-Radegast Rehna)
- Vermutungen einer Blindschleiche am Rande der Spielwiese (2007 Maurine-Radegast Rehna)  (ISBN 978-3-00-020924-6)